# Рандолф (Њујорк)
Рандолф (енгл. Randolph) град је у америчкој савезној држави Њујорк.

## Демографија
По попису из 2010. године број становника је 1.286, што је 30 (-2,3%) становника мање него 2000. године.
| Група             | 2000.         | 2010.         |
| Белци             | 1.295 (98,4%) | 1.240 (96,4%) |
| Афроамериканци    | 2 (0,2%)      | 0 (0,0%)      |
| Азијати           | 0 (0,0%)      | 1 (0,1%)      |
| Хиспаноамериканци | 1 (0,1%)      | 22 (1,7%)     |
| Укупно            | 1.316         | 1.286         |